# Kwetabohigan River
Kwetabohigan River är ett vattendrag i Kanada.   Det ligger i provinsen Ontario, i den östra delen av landet, 700 km nordväst om huvudstaden Ottawa.
Trakten runt Kwetabohigan River är nära nog obefolkad, med mindre än två invånare per kvadratkilometer.